# Acquarossa
Acquarossa är en ort och kommun i kantonen Ticino, Schweiz. Acquarossa är huvudorten i distriktet Blenio. Kommunen har 1 823 invånare (2023).
Kommunen skapades den 4 april 2004 av de dåvarande kommunerna Castro, Corzoneso, Dongio, Largario, Leontica, Lottigna, Ponto Valentino och Prugiasco. Namnet för den nya kommunen 2004 baseras på en mindre plats med ett kurhotell, Acquarossa, som låg i kommunen Lottigna. 